# Hellraiser 5: Inferno
Hellraiser 5: Inferno (Hellraiser: Inferno) è un film del 2000 diretto da Scott Derrickson.
È il quinto capitolo della saga di Hellraiser con protagonista il cenobita Pinhead e la misteriosa Scatola di Lemarchand.

## Trama
USA. Il tenente Joseph Thorne, poliziotto corrotto e sbandato, trova sulla scena del crimine di un suo ex compagno di scuola ucciso durante un rituale, oltre al dito mozzato di un bambino (1° dito), una Scatola di Lemarchand, la prende e, dopo aver passato la notte con la prostituta Daphne, la apre iniziando così ad avere visioni di demoni cenobiti.
Quando poi, in sole 48ore, altre quattro persone a lui collegate (Daphne, l'informatore Bernie che aveva appena interrogato e i suoi stessi genitori) vengono uccise barbaramente e sulle scene del crimine vengono trovate altrettante dita mozzate (2°-5°), Thorne, deciso a trovare l'assassinio e soprattutto a salvare il bimbo, dopo aver falsificato delle prove in modo da coinvolgere anche il suo partner, il tenente Tony Nenonen, viene a sapere che il genio criminale noto come l'Ingegnere ha deciso di "giocare" con lui così come, a detta dello psichiatra del dipartimento, il Dr. Paul Gregory, aveva già fatto anni fa con un altro agente che, dopo aver trovato la Scatola, si era suicidato perché si sentiva perseguitato. 
È così che Thorne inizia a cercare l'Ingegnere ma, così come gli era stato detto, è l'Ingegnere a trovare lui, infatti lo attira a un indirizzo dove il tenente, oltre ad assistere all'omicidio di Tony da parte di un Cenobita (6°), riceve una chiamata dall'Ingegnere che lo sprona a tornare a casa. 
Qui Thorne, dopo aver trovato moglie e figlia morte congelate (7° e 8°), viene raggiunto dal Dr. Gregory che, dettogli che le impronte delle dita coincidono con le sue e che la casa a cui si riferiva nella chiamata era quella della sua infanzia, si rivela essere Pinhead. Thorne si ritrova così nella sua casa d'infanzia davanti a sé stesso bambino (il suo spirito) con otto dita mozzate e a un suo doppione (la sua carne) e con Pinhead che, svelatogli che quello è il suo Inferno personale, fa uccidere il bambino (9°) dal doppione e poi uncina Joe e lo scuoia (10°).
Joe si risveglia accanto alla Scatola nel motel in cui ha passato la notte con Daphne pensando così di aver solo sognato, ma quando si rende conto che tutto accadrà ancora si spara in bocca per poi risvegliarsi nuovamente accanto alla Scatola nel motel e capendo, infine, che dovrà rivivere tutto in un loop.

## Produzione
Per la seconda volta gli attori Craig Sheffer e Doug Bradley recitano nello stesso film, la prima volta fu in Cabal di Clive Barker. 
Il cenobita Pinhead compare solo tre volte. 
Per la prima volta nella serie, le torture dei Cenobiti non sono solo fisiche, ma anche psicologiche.
Il budget per il film è stato di circa 2.000.000$.

## Distribuzione
Il film è stato distribuito nei cinema USA nel 2000, mentre in Italia è uscito direttamente in home video.